# Sylvia Townsend Warner
Sylvia Townsend Warner (Harrow on the Hill, 6 de diciembre de 1893-Maiden Newton, 1 de mayo de 1978) fue una musicóloga, novelista y poeta inglesa, conocida por sus obras Lolly Willowes, Ya sea una paloma o una gaviota y Después de la muerte de Don Juan. Publicó siete libros de poesía, una traducción de Marcel Proust, catorce volúmenes de relatos y una biografía sobre T. H. White. Fue miembro del Partido Comunista y referencia académica de la  música inglesa antigua.

## Biografía
Sylvia Nora Townsend Warner nació en Harrow on the Hill, Middlesex. Era hija única de George Townsend Warner y  Eleanor "Nora" Mary (de soltera Hudleston). Su padre fue maestro de la escuela pública Harrow School y durante muchos años estuvo asociado con el prestigioso Premio de Historia Harrow, el cual, tras su muerte en 1916, pasó a llamarse Premio de Historia Townsend Warner. Tras ser expulsada del jardín de infancia por imitar a sus maestros, Warner fue educada en casa por su padre. Debido a sus   inclinaciones musicales, planeaba estudiar en Viena con Schoenberg antes de que estallara la Primera Guerra Mundial. Disfrutó de una infancia, aparentemente idílica, en la zona rural de Devonshir hasta la muerte de su padre, hecho que le causó un gran impacto. A comienzo de la Primera Guerra Mundial se trasladó a Londres y trabajó en una fábrica de municiones.
En 1923, conoció a TF Powys, cuya escritura influyó mucho en Townsend, a la vez que ella alentó de forma reciproca el  trabajo del autor. Poco después publicó su primera novela titulada Lolly Willowes (1926). Desde este primer trabajo, quedó clara la orientación de la obra de Warner para subvertir las normas sociales. Posteriormente desarrollaría ampliamente temas como la crítica a la Iglesia, la necesidad del empoderamiento femenino y la independencia en sus trabajos. Fue en la casa de Powys donde Warner conoció a la joven poeta Valentine Ackland. Las dos mujeres se enamoraron y en 1930 se asentaron como pareja. Finalmente se establecieron en Frome Vauchurch, Dorset, en 1937. La relación con Ackland inspiró gran parte de las obras de Warner, incluyendo una  colaboración suya en el poemario Ya sea una paloma o una gaviota, publicado en 1933.  Alarmadas por la creciente amenaza del fascismo, participaron activamente en el Partido Comunista lo que supuso la introducción de los ideales marxistas en las obras de Warner. Participó como autora en el II Congreso Internacional de Escritores por la Defensa de la Cultura, celebrado en Valencia entre el 4 y el 17 de julio de 1937, mientras prestaba servicio en la Cruz Roja durante la Guerra Civil Española. Después de la guerra, Warner y Ackland regresaron  a Inglaterra donde se establecieron definitivamente y vivieron juntas hasta la muerte de Ackland en 1969. Más tarde, cuando murió Warner en 1978, sus cenizas fueron enterradas junto a las de Ackland en San Nicholas, Chaldon Herring, Dorset.

## Trayectoria
Al principio de su carrera, Warner llevó a cabo investigaciones musicales sobre los siglos XV y XVI. Desde 1917 tuvo un empleo estable como editora de la obra Tudor Church Music, diez volúmenes publicados por la Oxford University Press en la década de 1920 con el apoyo de Carnegie UK Trust. El editor principal fue inicialmente Sir Richard Terry, quien como maestro de música en la catedral de Westminster, había sido pionero en el resurgimiento del repertorio vocal Tudor. Warner obtuvo el trabajo como protegida de su profesor de música Sir Percy Buck, que formaba parte del comité editorial.
Warner participó en los viajes que se organizaron para el estudio del material original y la transcripción de la música  para su publicación en notación musical moderna. Asimismo, escribió una sección sobre este lenguaje musical para la Oxford History of Music, cuyo volumen introductorio apareció en 1929.
El primer libro publicado de la autora fue la colección de poemas The Espalier, en 1925, trabajo que fue elogiado por A. E. Housman y Arthur Quiller-Couch, entre otros. Animada por David Garnett a  escribir ficción, Warner comenzó a trabajar en este nuevo género y en 1926 publicó su primera novela Lolly Willowes. A esta le seguirían Mr Fortune's Maggot (1927), Summer Will Show (1936) y The Corner That Held Them (1948). Los temas recurrentes, manifiestos en varias de sus obras, son la crítica a la religión (en Maggot de Mr Fortune y en Lolly Willowes, donde la protagonista se convierte en bruja); la posición de la mujer en las sociedades patriarcales (Lolly Willowes, Summer Will Show, The Corner that Held Them); la sexualidad ambigua o bisexualidad (Lolly Willowes, Mr Fortune's Maggot, Summer Will Show) y las descripciones líricas del paisaje.[cita requerida] La obra Mr. Fortune's Maggot, sobre un misionero en las islas del Pacífico, ha sido descrita como una "novela satírica y antiimperialista". En Summer Will Show, la heroína, Sophia Willoughby, viaja a París durante la Revolución de 1848 y se enamora de una mujer. The Corner That Held Them (1948) se centra en la vida de una comunidad de monjas en un convento medieval. 
Las narraciones cortas de Warner incluyen las colecciones A Moral Ending and Other Stories, The Salutation, More Joy in Heaven, The Cat's Cradle Book, A Garland of Straw, The Museum of Cheats. Winter in the Air, A Spirit Rises, A Stranger with a Bag, The Innocent and the Guilty, and One Thing Leading to Another. Su último trabajo fue una serie de historias cortas relacionadas con los reinos sobrenaturales de Elfin.  Muchas de estas historias se publicaron en The New Yorker. Además de ficción, Warner escribió artículos antifascistas para publicaciones de izquierda como Time and Tide y Left Review.
Tras la muerte del novelista TH White, Warner tuvo acceso a sus papeles, lo que le permitió publicar una biografía del autor que The New York Times declaró "una pequeña obra maestra que bien podría ser leída mucho después de que los temas de sus escritos fueran olvidados". Sin embargo, el amigo y agente literario de White, David Higham, cuestionó el trabajo de Warner sugiriendo un sesgo en su enfoque debido a su propia homosexualidad y le dio a Warner la dirección de uno de los amantes de White "para que pudiera ponerse en contacto con alguien tan importante en la historia de Tim. Pero ella nunca dio ese paso. Así que presentó a Tim de una manera que un crítico podría llamarlo un homosexual airado. Quizás una aventura heterosexual la habría hecho sonrojarse".
Warner produjo varios libros de poesía, incluido Opus 7, un poema pastoral de un libro sobre una vendedora de flores anciana. La hostilidad crítica y personal que recibió la autora conjunta de Si una paloma o una gaviota en 1933 puso fin efectivamente a la trayectoria poética pública de Warner y Ackland. Fue solo con la publicación póstuma de los poemas completos de Warner, en 1982, cuando el alcance y la importancia de su poesía se hicieron evidentes, con poemas que van desde 1914 hasta 1978. Los poemas seleccionados de Ackland Journey from Winter no se publicarían hasta 2008.
Aunque Warner nunca escribió una autobiografía, Scenes of Childhood fue compilada después de su muerte el 1 de mayo de 1978 a los 84 años y está basada en breves reminiscencias publicadas a lo largo de los años en el New Yorker. También tradujo del francés original al inglés Contre Sainte-Beuve de Marcel Proust. En la década de 1970 se hizo conocida como una de las escritoras más relevantes del sentimiento feminista y lésbico. Sus novelas estuvieron entre las primeras que reeditó Virago Press. Una selección de las cartas de Warner y Valentine Ackland ha sido publicada en dos ocasiones y Wendy Mulford editó la colección titulada This Narrow Place, en 1988. Diez años más tarde Susanna Pinney publicó otra selección, I'll Stand by You.

## Publicaciones

### Musicología
- Music Tudor Church. Editado por RR Terry, [EH Fellowes, ST Warner, A. Ramsbotham y PC Buck,...].

### Novelas
- Lolly Willowes (1926).
- Mr Fortune's Maggod (1927).
- The True Heart (1929).
- Summer Will Show (1936)
- After the Death of Don Juan (1938).
- The Corner That Held Them (1948).
- The Flint Anchor (1954) (vt The Barnards of Loseby, 1974).

### No ficción
- TH White: una biografía (1967).

### Cuentos cortos
- The Maze: A history To Be Read Aloud (1928).
- Some World Far From Ours; and Stay Corydon Thou Swain (1929).
- Elinor Barley (1930).
- A Moral Ending and Other Stories (1931).
- The Salutation (1932).
- More Joy in Heaven and Other Stories (1935).
- 24 Sort Stories, with Graham Greene y James Laver (1939).
- The Cat's Cradle Book (1940)
- A Garland of Straw and Other Stories (1943).
- The Museum of Cheats (1947)
- Winter in the Air and Other Stories (1955).
- A Spirit Rises (1962).
- A Stranger with a Bag and Other Stories (vt. Swans on an Autumn River)(1966).
- The Innocent and the Guilty (1971).
- Kingdom of Elfin (1977).
- Scenes of Childhood (1982).
- One Thing Leading to Another and Other Stories, editado por Susanna Pinney (1984).
- Selected Stories edited by Susanna Pinney y William Maxwell (1988).
- El Phoenix.
- The Music in Long Verney (2001).

### Poesía
- The Espalier (1925).
- Time Importuned (1928).
- Opus 7 (1931).
- Whether a Dove or Seagull  (junto con Valentine Ackland) (1933).
- Boxwool  (colaboración con el grabador de madera Reynolds Stone), (1957).
- Collected Poems (1982).
- Selected Poems (Carcanet Press, 1985).
- New Collected Poems (Carcanet Press, 2008)

## Otras lecturas
- The Journal of the Townsend Warner Society. Prensa UCL;ISSN 2398-0605. Revista de acceso abierto disponible en línea.
- Harman, Claire (1989) Sylvia Townsend Warner: una biografía. Chatto & Windus; ISBN 9780701129385
- Pinney, Susanna (1998) I'll Stand by You: Selected Letters of Sylvia Townsend Warner y Valentine Ackland con narración de Sylvia Townsend Warner. North Pomfret, Vt .: Pimlico / Trafalgar Square; ISBN 9780712673716
- Mulford, Wendy (1988) This Narrow Place: Sylvia Townsend Warner y Valentine Ackland 1930-1951; ISBN 978-0863582622